# 마리아 페레스 (경보 선수)
마리아 페레스 가르시아(스페인어: María Pérez García, 1996년 4월 29일~)는 스페인의 육상 선수로 주 종목은 경보이다. 2024년 하계 올림픽에서 여자 20km 경보 부문 은메달과 혼성 경보 계주 금메달을 획득했으며, 세계 선수권 대회에서 금메달 2개를 획득했다.
현재 여자 20km 경보 스페인 국가 기록과 여자 35km 경보 세계 기록을 보유하고 있다.